# Campeonato Mundial de Ciclismo en Pista de 1971
El LXVIII Campeonato Mundial de Ciclismo en Pista se celebró en Varese (Italia) entre el 25 y el 31 de agosto de 1971 bajo la organización de la Unión Ciclista Internacional (UCI) y la Federación Italiana de Ciclismo.
Las competiciones se realizaron en el Velódromo Luigi Ganna de la ciudad italiana. En total se disputaron 11 pruebas, 10 masculinas (3 profesionales y 6 amateur) y 2 femeninas.

## Medallistas

### Masculino profesional
| Evento                 | Oro                            | Plata                        | Bronce                     |
| ---------------------- | ------------------------------ | ---------------------------- | -------------------------- |
| Velocidad individual   | Leijn Loevesijn · Países Bajos | Robert Van Lancker · Bélgica | Giordano Turrini · Italia  |
| Persecución individual | Dirk Baert · Bélgica           | Charly Grosskost Francia     | Hugh Porter Reino Unido    |
| Medio fondo            | Theo Verschueren · Bélgica     | Jacob Oudkerk · Países Bajos | Domenico De Lillo · Italia |

### Masculinoamateur
| Evento                  | Oro                                                                             | Plata                                                            | Bronce                                                   |
| ----------------------- | ------------------------------------------------------------------------------- | ---------------------------------------------------------------- | -------------------------------------------------------- |
| Velocidad individual    | Daniel Morelon Francia                                                          | Serguei Kravtsov URSS                                            | Ivan Kučírek Checoslovaquia                              |
| Persecución individual  | Martín Emilio Rodríguez · Colombia                                              | Josef Fuchs · Suiza                                              | Giacomo Bazzan · Italia                                  |
| Persecución por equipos | Italia · Pietro Algeri · Giacomo Bazzan · Giorgio Morbiato · Luciano Borgognoni | RDA Thomas Huschke Heinz Richter Herbert Richter Uwe Unterwalder | RFA Günter Haritz Udo Hempel Peter Vonhof Jürgen Colombo |
| 1 km contrarreloj       | Eduard Rapp URSS                                                                | Peder Pedersen Dinamarca                                         | Pierre Trentin Francia                                   |
| Medio fondo             | Horst Gnas RFA                                                                  | Rainer Podlesch RFA                                              | Albertus Boom · Países Bajos                             |
| Tándem                  | RDA Hans-Jürgen Geschke Werner Otto                                             | RFA Jürgen Barth Rainer Müller                                   | Francia Pierre Trentin Daniel Morelon                    |

### Femenino
| Evento                 | Oro                    | Plata                        | Bronce                       |
| ---------------------- | ---------------------- | ---------------------------- | ---------------------------- |
| Velocidad individual   | Galina Tsariova URSS   | Galina Yermolayeva URSS      | Iva Zajíčková Checoslovaquia |
| Persecución individual | Tamara Garkushina URSS | Cornelia Hage · Países Bajos | Iva Zajíčková Checoslovaquia |

## Medallero
| Núm. | País           | Oro | Plata | Bronce | Total |
| ---- | -------------- | --- | ----- | ------ | ----- |
| 1    | URSS           | 3   | 2     | 0      | 5     |
| 2    | Bélgica        | 2   | 1     | 0      | 3     |
| 3    | RFA            | 1   | 2     | 1      | 4     |
| 3    | Países Bajos   | 1   | 2     | 1      | 4     |
| 5    | Francia        | 1   | 1     | 2      | 4     |
| 6    | RDA            | 1   | 1     | 0      | 2     |
| 7    | Italia         | 1   | 0     | 3      | 4     |
| 8    | Colombia       | 1   | 0     | 0      | 1     |
| 9    | Dinamarca      | 0   | 1     | 0      | 1     |
| 9    | Suiza          | 0   | 1     | 0      | 1     |
| 11   | Checoslovaquia | 0   | 0     | 3      | 3     |
| 12   | Reino Unido    | 0   | 0     | 1      | 1     |
|      | TOTAL          | 11  | 11    | 11     | 33    |